# Science Slam
Science Slam — міжнародний проект популяризації науки, спрямований на створення сприятливого образу молодих учених і дослідників. Кожен захід проекту складається з серії 10-хвилинних виступів учених, у котрих вони представляють результати своїх дослідів і розробок. Найкращого слемера публіка визначає за допомогою аплодисментів.

## Особливості формату
Існує кілька формальних вимог до проведення Science Slam:
1. Кожен виступ триває не більше 10 хвилин
2. Виступ має ґрунтуватися на власних наукових дослідженнях
3. Виступ має бути зрозумілий широкій публіці

## Science Slam в Україні
Перший Science Slam в Україні відбувся 30 листопада 2014 року в Одесі. 10 червня 2015 року в Києві пройшов фінал конкурсу «Science Slam Україна», у якому взяли участь 5 переможців відбіркового етапу.